# توبوليف تي يو 144
توبوليف 144 (بالإنجليزية: TU-144)‏ (تسمية الناتو: "Charger") هي أول طائرة تجارية لنقل الركاب في العالم أسرع من الصوت. كانت واحدة من اثنين فقط من طائرات الركاب الأسرع من الصوت التي تدخل الخدمة التجارية، مع الطائرة الأنجلو الفرنسية من طراز كونكورد. كشف عن التصميم علنا في يناير عام 1962، صممت وصنعت في الاتحاد السوفياتي تحت إشراف مكتب تصميم الطائرات توبوليف والذي يرأسه ألكسي توبوليف.
وبالرغم من أن «تو-144» أقل شهرة بالمقارنة مع نظيرتها الفرنسية فإن تحليقها الأول كان قبل تحليق «كونكورد» ببضعة أشهر أي في 31 ديسمبر/كانون الأول عام 1968. كما تعتبر «تو-144» أول طائرة ركاب في تاريخ الطيران قامت بالتحليق بسرعة تفوق سرعة الصوت في 5 يونيو/حزيران عام 1968، وذلك على ارتفاع 11000 متر. واجتازت الطائرة الحد الرمزي الآخر حيث حلقت على ارتفاع 16300 متر بسرعة 2150 كيلومتراً في الساعة.

## التصميم
احتوى تصميم الطائرة على عدد هائل من الحلول الهندسية مثل الذيل الافقي الامامي المتغير أثناء التحليق، الامر الذي سمح بتخفيض سرعتها أثناء الهبوط.. وكان بمقدور الطائرة الإقلاع والهبوط في 18 مطارا للاتحاد السوفيتي، فيما كانت الطائرة «كونكورد» التي زادت سرعة هبوطها واقلاعها بنسبة 15% بحاجة إلى مطارات خاصة. ويرى الخبراء انه لو كان تصميم المحرك في طائرة «كونكورد» كما هو عليه في «تو-144» لما وقعت كارثة 25 يوليو/تموز عام 2000. ومن أهم المشاكل التي كانت تواجهها طائرة «تو-144» والتي حددت مصيرها هي المتانة غير الكافية لاضلاع جسم الطائرة.

## أسباب الفشل والخروج عن الخدمة

### حادث معرض باريس الجوي
في 3 يونيو/حزيران عام 1973 تحطمت طائرة «تو-144» أثناء قيامها بالتحليق الاستعراضي في معرض باريس الجوي. ولقي أعضاء الطاقم الستة كلهم مصرعهم. ولم تتضح لحد الآن اسباب الحادث. ويرى بعض الخبراء ان سببه الرئيسي هو المناورة الحادة التي قامت بها الطائرة لتفادي الاصطدام بطائرة «ميراج» الفرنسية التي فاجأتها لتصور تحليقها ووقوع خلل في نظام القيادة وعدم تحمل الطائرة للمناورة الحادة التي حاول الطاقم القيام بها.
وعلى الرغم من ذلك باشرت الطائرة «تو-144» بتحقيق الرحلات الجوية. وقامت باول رحلة لها في 26 ديسمبر/كانون الأول عام 1975 من موسكو إلى مدينة ألما آتا الكازاخية لتوصل الرسائل البريدية والطرود. واعتبارا من نوفمبر/تشرين الثاني عام 1977 بدأت الرحلات النظامية لنقل الركاب التي كانت تقوم بها طائرتان فقط من طراز «تو-144»، وكان يقودهما طيارو الاختبار من مكتب توبوليف التصميمي إلى جانب طياري «ايروفلوت». وبلغت كلفة التذكرة انذاك 68 روبلا.

### السمعة والاستخدامات
لكن السمعة التجارية العالية للطائرة «تو-144» كانت غير طويلة. فبحسب قول الطيارين حدثت اعطال ومواقف حرجة في كل رحلة جوية تقريبا. وفي 23 مايو/آيار عام 1978 وقع حادث للطائرة من طراز «تو-144» للمرة الثانية حيث قامت الطائرة «تو-144 دي» المطورة بالهبوط الاضطراري، مما أدى إلى مصرع اثنين من مهندسي المتن فيها. وفي 1 يونيو/حزيران عام 1978 اوقفت شركة الطيران الروسية «ايروفلوت» نهائيا الرحلات الجوية الاسرع من الصوت في نقل المسافرين.
واستخدمت الطائرة «تو-144 دي» فيما بعد كطائرة شحن فقط لتحقيق الرحلات بين موسكو ومدينة خاباروفسك البعيدة الواقعة في الشرق الأقصى الروسي.
بلغ عدد الرحلات الجوية التي قامت بها الطائرة تحت علم شركة الطيران «ايروفلات» 102 رحلة، بما في ذلك 55 رحلة لنقل الركاب. وتم نقل 3194 راكبا.
كما قامت هذه الطائرة في المرحلة اللاحقة برحلات الاختبار وبعض الرحلات التي حققت بغية تحطيم الأرقام القياسية. وفي الفترة ما بين عامي 1995 و1999 كانت وكالة «ناسا» الأمريكية تستخدم طائرة واحدة أطلق عليها «تو-144 أل أل» أو بالاحرى المختبر الجوي لاجراء البحوث في مجال الرحلات الجوية التجارية الاسرع من الصوت وذلك بغية وضع خطة لتصميم طائرة ركاب أمريكية حديثة اسرع من الصوت.
وبلغ مجموع الطائرات من طراز «تو-144» التي تم صنعها في الاتحاد السوفيتي 17 طائرة قامت ب2556 رحلة جوية وبلغ عدد ساعات الطيران فيها 4110 ساعات.
وتم حاليا تسليم طائرتين من طراز «تو-144» إلى المتحفين الجويين: متحف القوات الجوية في ضواحي موسكو ومتحف الطيران المدني في مدينة اوليانوفسك الروسية. هذا بالإضافة إلى طائرتي «تو-144» اللتين تم نصبهما في مدينة قازان ومدينة فورونيج، وطائرتين اخريين معروضتين في مدينة جوكوفسكي تعرض احداهما في معرض الطيران «ماكس».

## المواصفات الرئيسية للطائرة «تو-144 دي» بموجب نتائج الاختبار
- طول الطائرة دون مأخذ الهواء: 64.45 مترأ
- عرض الجناح: 28.8 مترا
- ارتفاع الطائرة: 12.5 مترا
- مساحة الجناح: 506.35 متر مربع
- الوزن الأقصى عند الإقلاع: 207000 كغ
- وزن الطائرة المخصصة ل 150 راكبا 99200 كغ
- سرعة التحليق الاسرع من الصوت أثناء الرحلات التجارية 2120 كم في الساعة
- المدى العملي للتحليق:
  - بالحمولة التجارية التي تبلغ 7 اطنان (70 راكبا) 6200 كم
  - بالحمولة التجارية التي تبلغ 11-13 طنا (110- 130 راكبا)5500 -5700 كم
  - بالحمولة 15 طنا (150 راكبا) 5330 كم.